# Electronic body music
Electronic body music (с англ. — «музыка с электронной основой», «электронная музыка для тела») или сокращённо EBM — жанр электронной танцевальной музыки, ответвление постиндастриала.

## История
Термин EBM использован в 1984 бельгийской командой Front 242 — так они охарактеризовали свою музыку. Характеристика: чёткие ритмичные танцевальные марши с завораживающим «нечеловеческим» вокалом и яркие примеси электронного эмбиента. Близок к синтипопу, однако тяжелее и агрессивней его.
Ярчайшие представители, заложившие фундамент данному музыкальному направлению на стыке 80-х и 90-х годов и составлявшие долгое время его основу, — индастриал-группы Front 242, Nitzer Ebb, Front Line Assembly и Leaether Strip.
Помимо классического EBM в 1990-х годах сформировалось несколько его поднаправлений, где музыканты видоизменяли различным образом первоначальное звучание и вокал. В первую очередь это индастриал-техно и дарк-электро. В первом случае синтезаторы, как и в EBM, звучат гораздо тяжеловеснее, чем в синти-попе; в большинстве случаев используется мощный, но чистый вокал, без использования компьютерной обработки. В дарк-электро же наоборот, наиболее активно используется эффект дисторшна. Здесь преобладают очень жёсткие и довольно мрачные ритмы. Наиболее известные представители — Project Pitchfork, Funker Vogt, Decoded Feedback, In Strict Confidence, Solitary Experiments; Snog, Wumpscut, Velvet Acid Christ, Suicide Commando, Hocico.
Часть исполнителей пошли ещё дальше — создавая менее жёсткую и более танцевальную музыку, они смешивали электро-индастриал c синти-попом и элементами клубной электронной музыки
, перейдя таким образом в отдельное направление фьючепоп (главные представители — VNV Nation, Covenant, Apoptygma Berzerk, Assemblage 23, Icon Of Coil).
В 2000-е наметились тенденции возвращения к классическому звучанию EBM 1980-х годов — Anhalt EBM. Этот стиль характеризуется сугубо электронной, нарочито примитивной и минималистичной, но при этом агрессивной музыкой. По звучанию и смысловой нагрузке он близок к панку (или даже Oi!). Исполнители Anhalt EBM вдохновляются группами DAF и Nitzer Ebb.
EBM популярен в кругах как любителей индустриальной (риветхеды), так и готической музыки (готы).

## Индастриал-дэнс
Индастриал-дэнс, иначе индустриальная танцевальная музыка (от англ. Industrial dance music) — североамериканский музыкальный термин, существующий как альтернатива понятиям EBM и электро-индастриал. Фанаты, ассоциирующие себя с данной музыкальной сценой, называют себя риветхедами.
В большинстве своём индастриал-дэнс характеризуется «электронными битами, симфоническими клавишными партиями, копровым ритмом, охваченным тревогой или семплированным вокалом, и киберпанк-образами».
Впервые термин индастриал-дэнс был применён в середине 1980-х годов для описания раннего творчества группы Cabaret Voltaire. Позже в эту категорию отнесли ранних Die Krupps, Portion Control, The Neon Judgement, Clock DVA, Nitzer Ebb, Skinny Puppy,  Front Line Assembly, Front 242, ранних Ministry, KMFDM, Yeht Mae, Meat Beat Manifesto, Manufacture, Nine Inch Nails, My Life with the Thrill Kill Kult, Leæther Strip и ранних Spahn Ranch.
В марте 1989 года журнал Spin представил двухстраничную статью о развитии индустриальных танцевальных направлений на территории Канады и США.